# José Luis Martín Descalzo
José Luis Martín Descalzo (Madridejos, Toledo, 27 de agosto de 1930-Madrid, 11 de junio de 1991) fue un sacerdote, periodista y escritor español.

## Biografía
De raíces vallisoletanas, nació el 27 de agosto de 1930 en Madridejos (Toledo), en el seno de una familia profundamente cristiana, de la que era el menor de cuatro hermanos. Sus padres fueron Valeriano, secretario judicial, y Pepita. Ambos inculcaron en él su afición temprana a la lectura y su profundo sentido del deber.
Cuando tenía tres años se trasladaron a Astorga, nuevo destino profesional de su padre secretario judicial. Allí transcurrió casi toda su infancia, hecho que evoca a menudo en sus obras, hasta que a los 12 años ingresa en el seminario de Valladolid, ciudad donde transcurrió su juventud.
Completó sus estudios de Historia y Teología en la Pontificia Universidad Gregoriana de Roma; allí formó parte del grupo poético reunido en la revista Estría del Colegio Español, que ayudó a fundar junto con José María Javierre, y en la cual colaboraron escritores como José María Cabodevilla, el más tarde arzobispo Antonio Montero Moreno, el biblista Luis Alonso Schökel, el P. Joaquín Luis Ortega (después director de la Biblioteca de Autores Cristianos), y luego el poeta y ensayista José María Valverde. Ese grupo parecía intuir que los medios de comunicación estaban llamados a sustituir al magisterio de la Iglesia en la formación espiritual de las masas y que, por lo tanto, el periodismo era el sacerdocio de la modernidad.
José Luis Martín Descalzo se ordenó sacerdote en el Colegio Español de Roma, en 1953. Ejerció como profesor de Literatura en el Seminario de Valladolid, dirigiendo también allí una compañía de teatro de cámara. Entre 1954 y 1961 mantuvo una columna fija semanal, «Cosas de Dios», en el diario El Norte de Castilla y colaboró desde 1958 en el diario Ya. En 1957 obtuvo, por oposición, la cátedra de literatura castellana, griega y latina en el Seminario de Valladolid. En 1960 se trasladó a hacer el doctorado en Teología a la Universidad Gregoriana de Roma y ese mismo año ingresó como editorialista de La Gaceta del Norte, encargándose además de las colaboraciones y trabajando entre 1962 y 1965 como enviado especial para cubrir en Roma las cuatro sesiones del Concilio Vaticano II como corresponsal de prensa. En 1960 empezó a estudiar periodismo en la Escuela Oficial de Madrid y se licenció en 1966. En ese mismo año empezó a dirigir la sección «La Iglesia en el mundo de hoy» del diario Abc de Madrid, que desempeñó durante veinte años. Dirigió asimismo las revistas Vida Nueva (desde 1968 a 1975) y Blanco y Negro (1978-1981), además de hacerse cargo en 1976 de la sección de Cultura de Abc. Fue editorialista de Abc en 1980 y en 1982 dirigió la sección religiosa del diario. En 1987 pasó a ser redactor jefe de la sección de Sociedad. También dirigió el programa televisivo Pueblo de Dios de RTVE (1982). Representó una literatura relacionada con el humanismo cristiano. En 1956 obtuvo el Premio Nadal por La frontera de Dios y en 1962 el Premio Teatral de Autores. En 1976 consiguió el Premio González-Ruano de periodismo. Dos años más tarde pregonó la Semana Santa de Valladolid.
Su trayectoria dramática se inició con La hoguera feliz, montada por Mario Antolín por el Teatro Nacional de Cámara y Ensayo en 1969, una nueva recreación del personaje histórico de Juana de Arco en que se privilegia su capacidad de optar por el camino más difícil. La pieza fue un éxito de crítica y público. A dos barajas (1972) fue un melodrama fácil al gusto del público de entonces. Las prostitutas os precederán en el reino de los cielos (1986) constituyó su mayor éxito y, tras más de cien representaciones en provincias, llegó a Madrid y conquistó al público de la capital, sobre todo por la interpretación de Elisa Montés. 
De su prolífica obra literaria destacaron: Vida y misterio de Jesús de Nazaret, y los libros de Razones: para vivir,  para la esperanza, para la alegría, para el amor, desde la otra orilla, que recogieron muchos de los artículos periodísticos publicados, seguidos semanalmente por multitud de lectores... Basados en hechos reales y cotidianos de la vida, constituyen un estilo singular, a modo de parábolas, que tratan de dar una respuesta de esperanza al dolor humano, utilizando para ello un lenguaje sencillo, transparente y a la vez profundo, al alcance del "hombre de la calle". En ellos también expone y acerca la esencia y el pensamiento de numerosos autores que influyeron en su vida.
José Luis Martín Descalzo padeció una grave enfermedad cardíaca y renal, que lo obligó a estar sometido a diálisis durante muchos años, en los que fue atendido por la hermana Sor Angelines; en ese tiempo escribió mucho, además de continuar interviniendo en televisión y escribiendo artículos en prensa. Vivió en todo momento sin dejar de sembrar esperanza y vida, hasta su muerte en Madrid, el martes 11 de junio de 1991; su último libro poético, en el que anuncia su fin, fue Testamento del pájaro solitario, henchido de referencias a la mística de San Juan de la Cruz.

## Obras

### Novelas
- El hombre que no sabía pecar, (con el seudónimo de Martín Azcárate).
- Diálogo para cuatro muertos. Oviedo, 1953.
- La frontera de Dios (1956)
- Lobos, perros y corderos (1978)
- El demonio de media tarde (1982)

### Ensayos
- Un periodista en el concilio, 1962-1965
- Razones para la esperanza (1984)
- Un cura se confiesa (1955), escrito bajo la forma de diario o crónica
- Siempre es Viernes Santo
- Vida y Misterios de Jesús de Nazaret
- Razones para la alegría
- Razones para el amor
- Razones para vivir
- Razones desde la otra orilla
- Razones para la esperanza.
- Las razones de su vida
- Vida y misterio de Jesús de Nazaret. I. Los comienzos
- Vida y misterio de Jesús de Nazaret. II. El mensaje
- Vida y misterio de Jesús de Nazaret. III. La cruz y la gloria
- Vida y misterio de Jesús de Nazaret. Obra completa
- Apócrifo de María
- Por un mundo menos malo
- Jesucristo (Obra en fascículos: vol. I al VII. Edit. Urbión)
- El verdadero rostro de María Rafols
- El sermón de las siete palabras
- Tarancón , el cardenal del cambio
- Reconciliación entre españoles
- El misterio de la caridad de Juana de Arco
- Folletos de Mundo Cristiano
- El Concilio de Juan y Pablo
- La Iglesia, nuestra hija
- Reflexiones de un enfermo en torno al dolor
- Las razones de su vida

### Poesías
- Fábulas con Dios al fondo (1957)
- Camino de la cruz (1959)
- Querido mundo terrible (1970)
- Apócrifo (1975)
- Apócrifo del domingo (1982)
- Testamento del pájaro solitario
- Fábulas con Dios de fondo
- Lo que María guardaba en su corazón
- Diálogos de pasión
- El joven Dios
- Fragmentos de una confesión
- Nacido de mujer

### Teatro
- La hoguera feliz (1962)
- A dos barajas, (1972)
- Traducción de Godspell (1974), de John-Michael Tebelak y Stephen Shwartz.
- El segundo juicio de Galileo (1978)
- Adaptación musical de Fuenteovejuna, de Lope de Vega.
- Las prostitutas os precederán en el reino de los cielos (1986)
- El peregrino (2001), póstumo.

### Cuentos
- Paco y su gata
- San José García
- Dios es alegre

### Guiones cinematográficos
- Experiencia prematrimonial (1972).
- Un hombre como los demás (1975).

### Traducción
- Oraciones para rezar por la calle, con Ramón Sans Vila (del orig. fr. Prières, de Michel Quoist).
- Charles Péguy, Palabras cristianas, antología poética.

## Premios
- Premio Naranco de Novela Corta por Diálogos de cuatro muertos (1953)
- Premio Nadal por La frontera de Dios (1956)
- Premio teatral de autores con La hoguera feliz (1962).
- Premio José María Pemán con Segundo juicio a Galileo.
- Premio Ínsula de poesía, por Seis sonetos del alba (1952)
- Premio Alba de Tormes de poesía por Seis sonetos eucarísticos (1967)
- Premio de poesía Concha Espina, por La tentación de María (1969)
- Premio de poesía Rafael Morales, por El joven Dios
- Finalista en dos ocasiones del Premio de Poesía Leopoldo Panero (1970 y 1973).
- Premio March (1959) de ensayo por su obra Personajes bíblicos y literatura.
- Premio Luca de Tena (1975) de periodismo.
- Premio González-Ruano de periodismo (1976).